# 大阪市立鶴町小学校
大阪市立鶴町小学校（おおさかしりつ つるまちしょうがっこう）は、大阪府大阪市大正区にある公立小学校。

## 沿革

### 学校創立
大阪市の築港計画によって大正時代に鶴町地区が埋め立て・開発されたことに伴い、大阪市泉尾第二尋常小学校（現在の大阪市立泉尾北小学校）より分離する形で、大阪市鶴町尋常小学校として1921年に現在地に開校した。
開校直後にも地域の児童数が増え続けたため、従来の校区の一部を分離して大阪市南恩加島尋常小学校（現・大阪市立南恩加島小学校、1924年創立）、大阪市港南尋常小学校（のち港南国民学校。1930年創立・1946年廃校）、大阪市新千歳尋常小学校（のち新千歳国民学校、1938年創立・1946年廃校）が相次いで開校している。
港南尋常小学校は鶴町・南恩加島の両校の校区を再編し、また新千歳尋常小学校は鶴町小学校より分離した。

### 国民学校
1941年には国民学校令の実施により、大阪市鶴町国民学校へと改編された。また港南尋常小学校は港南国民学校・新千歳尋常小学校は新千歳国民学校へと改称している。
太平洋戦争の戦局悪化により、1944年9月以降学童集団疎開が実施されることになった。疎開先は各行政区ごとに指定され、大正区の国民学校には徳島県が疎開先として割り当てられた。
鶴町国民学校の児童は徳島県名西郡石井町・藍畑村・浦庄村・高原村（以上、現在の石井町）、高志村（現在の板野郡上板町）に疎開することになった。また新千歳国民学校の児童は三好郡池田町（現在の三好市）へと疎開することになった。港南国民学校の児童は那賀郡桑野町・見能林村（いずれも現在の阿南市）へと疎開している。
1945年3月の第一次大阪大空襲では港南国民学校の校舎が全焼した。また同年6月1日の大空襲では鶴町国民学校の校舎が全焼・新千歳国民学校の校舎が半焼する被害を受けた。
戦災の影響で鶴町・新千歳の両校は1946年に休校となり、大阪市北恩加島国民学校（1947年学制改革により大阪市立北恩加島小学校）に統合された。
また港南国民学校も1946年休校（のち廃校）となり、大阪市南恩加島国民学校（1947年学制改革により大阪市立南恩加島小学校）に統合されている。港南国民学校跡地は大阪市立大正西中学校として転用されている。

### 学校再開
地域の復興に伴い、1949年に大阪市立鶴町小学校として再開校した。当初は旧新千歳国民学校跡に仮校舎を設置した。1950年には現在地に校舎が復興して移転している。
なお、仮校舎として使用されていた旧新千歳国民学校およびその周辺地域は、大正内港の建設に伴い、内港の敷地として海中に沈んでいる。
1950年のジェーン台風・1961年の第2室戸台風ではそれぞれ、校舎浸水の被害を受けている。

### 鶴浜小学校の分離と再統合
1970年代後半以降、地域の児童数の激増傾向が目立つようになった。1975年頃から分校設置要望が具体化した。学校敷地を探した結果、大阪市港湾局の用地が空地になっていることが判明し、港湾局用地を分校敷地にすることが決定した。
校舎建設工事を経て、1979年4月1日付で大阪市立鶴町小学校分校が開校した。当時4年生児童を収容する学年分校とした。
学校・地域の関係者は1980年1月、分校独立の方針と新校の校名を大阪市立鶴浜小学校とすることで合意した。校名の「鶴浜」は1976年までの町名「鶴浜通」に由来する。
大阪市条例改正で学校設置が正式に認められたのち、1980年4月1日付で大阪市立鶴浜小学校が開校した。鶴町のうちおおむね大正通の西側を校区とし、開校時には校区内在住の5年生以下の児童が鶴町小学校から移った。
開校1年後の1981年11月1日には、鶴町小学校60周年記念式典・鶴浜小学校開校記念式典を、両校合同で実施している。
しかし地域の児童数の減少により、2000年代には小規模校となり、学校再編が具体化した。地域との折衝や大阪市会での関連条例の可決を経て、2015年3月31日付で鶴浜小学校は閉校となり、鶴町小学校に再統合された。
鶴浜小学校跡地には、大阪市文化財協会の施設であった常吉収蔵庫の機能を移す形で、埋蔵文化財鶴浜収蔵倉庫が設置された。

### 年表
- 1921年4月 - 大阪市鶴町尋常小学校として、現在地（当時は西区）に開校。
- 1924年11月10日 - 校区の一部を、新設の大阪市南恩加島尋常小学校（現・大阪市立南恩加島小学校）へ分離。
- 1926年4月 - 高等科を併設。大阪市鶴町尋常高等小学校と改称。
- 1930年9月1日 - 校区の一部を、新設の港南尋常小学校に分離。
- 1934年9月29日 - 室戸台風で校舎が浸水被害。
- 1938年11月 - 大阪市新千歳尋常小学校を分離。
- 1941年4月1日 - 国民学校令により、大阪市鶴町国民学校と改称。
- 1944年9月 - 徳島県に集団疎開。
- 1945年6月1日 - 大阪大空襲で校舎が全焼。
- 1946年4月 - 戦災による校舎・校区被害のため休校。北恩加島国民学校（現在の大阪市立北恩加島小学校）に統合。
- 1949年4月 - 大阪市立鶴町小学校として再開校。旧新千歳小学校校舎を仮校舎として使用。
- 1950年5月 - 現在地に校舎を復興。
- 1950年9月3日 - ジェーン台風で校舎に浸水被害。
- 1961年9月 - 第2室戸台風で校舎に浸水被害。
- 1962年4月 - 大阪市教育委員会から、図画工作科の研究校に指定される。（1964年度までの3年間）
- 1968年5月 - 大阪市教育委員会から、道徳教育推進校に指定される。
- 1975年5月 - 児童数激増のため、分校設置要望が具体化する。
- 1979年4月1日 - 分校を開設。4年生児童を収容する学年分校とする。
- 1980年4月1日 - 分校が大阪市立鶴浜小学校として独立。2-5年生の児童の一部を移籍。
- 1981年11月1日 - 鶴町小学校創立60周年・鶴浜小学校開校合同記念式典を2校共同で実施。
- 1999年6月 - 校内に生涯学習ルームを設置。
- 2015年4月1日 - 大阪市立鶴浜小学校を再統合。

## 通学区域
- 大阪市大正区 鶴町

卒業生は大阪市立大正西中学校へ進学する。

## 出身者
- 妹尾和夫 - ラジオパーソナリティ、俳優、演出家
- 喜多亮太 - 2018 WBSC U-23ワールドカップ 日本代表選手　※鶴浜小出身

## 交通
- 大阪シティバス 鶴町3丁目バス停。
- 大阪環状線・Osaka Metro長堀鶴見緑地線 大正駅 南西へ約5km。